# 六溴合铋酸银铯
六溴合铋酸银铯是一种无机化合物，化学式为Cs2AgBiBr6。它是稳定的双钙钛矿结构材料，应用于二氧化碳的光催化还原反应。

## 合成
将适量的溴化铯、溴化银和溴化铋在48%氢溴酸中混合，可合成六溴合铋酸银铯。它的纳米晶体可以在较高温度的有机溶剂中，使用热注射法制备。